# Металлопластик

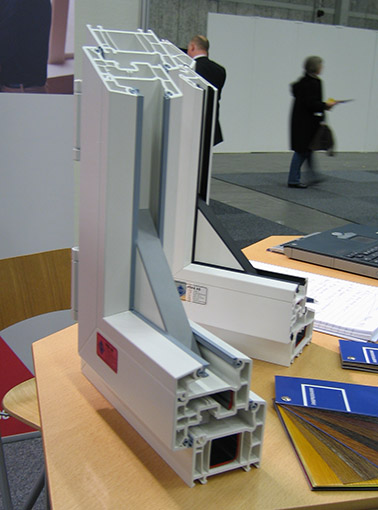
Оконный металлопластиковый профиль в разрезе

Металлопластик — композиционный материал, используемый в производстве облицовочных панелей, водопроводных труб и некоторых других изделий, в котором комбинируются алюминиевый или стальной и полимерные слои. Обычно металлическая основа скрыта внутри изделия, обеспечивая его жёсткость и сохранение формы, а полимерные слои закрывают её снаружи, обеспечивая коррозионную стойкость, грязеотталкивающие свойства и привлекательный внешний вид. В металлопластиковых трубах полимерные слои расположены с обеих сторон (внешней и внутренней) несущей их алюминиевой трубы. Металлопластик, используемый в производстве оконных и дверных рам, не является композиционным материалом. Металл вставлен в профиль из ПВХ с зазором, скреплен с ним саморезами и не образует единого материала. Под воздействием перепадов температур связка ПВХ — металл разрушается, что приводит к ухудшению характеристик изделия.
В ходе производства в поливинилхлорид и древесную смолу добавляют различные присадки и модификаторы и заполняют этим материалом полую раму методом экструзии. В раме также закреплена усиливающая стальная конструкция коробчатого сечения.